# Michaël Bosqui
Michaël Bosqui (ur. 2 lutego 1990 w Martigues) – maurytyjski piłkarz występujący na pozycji obrońcy.
W barwach FC Istres rozegrał 22 spotkania w Ligue 2.
W reprezentacji Mauritiusa wystąpił jeden raz, 3 września 2016 w przegranym 0:1 meczu kw. do PNA 2017 z Mozambikiem.